# Kabinett Ishiba I
Das erste Kabinett Ishiba (japanisch 第1次石破内閣 dai-ichi-ji Ishiba naikaku) war vom 1. Oktober bis zum 11. November 2024 die 102. Regierung von Japan.,
Wie bereits im vorangegangen umgebildeten zweiten Kabinett Kishida nach dem Skandal um schwarze Kassen waren die Mitglieder der ehemaligen Abe-Faktion, der vorher größten Faktion der LDP, von Ministerposten ausgeschlossen.
Am 9. Oktober 2024 hat das Kabinett das Abgeordnetenhaus aufgelöst, bei der resultierenden Abgeordnetenhauswahl 2024 verlor die Regierung ihre Mehrheit und zwei Minister ihre Sitze. Am 11. November 2024 wählte die Nationalversammlung Ishiba dennoch erneut zum Premierminister eines neuen Kabinetts, das noch am gleichen Tag ernannt wurde.

## Minister
Anmerkungen: Faktionszugehörigkeiten zu Faktionen, die sich im Zuge des Spendenskandals um die Abe-Faktion 2023/24 zumindest als zu eigenen politischen Geldern berechtigen „politischen Gruppierungen“ (seiji dantai) aufgelöst haben, sind mit dem Zusatz „Ex-“ angegeben.
| Ministerressort | Weitere Aufgaben | Bild | Name               | Parlamentsmandat         | Partei (Faktion)            |
| --- | --- | ---- | ------------------ | ------------------------ | --------------------------- |
| Premierminister | |      | Shigeru Ishiba     | Abg., Tottori 1          | LDP (–, Ex-Ishiba)          |
| Allgemeine Angelegenheiten | 3. Vertreter des Premierministers |      | Seiichirō Murakami | Abg, Ehime 2             | LDP (–)                     |
| Justiz | |      | Hideki Makihara    | Abg., Vw. Nord-Kantō → – | LDP (–/Suga-Gruppe)         |
| Auswärtige Angelegenheiten | 5. Vertreter des Premierministers |      | Takeshi Iwaya      | Abg., Ōita 3             | LDP (–, Ex-Asō)             |
| Finanzminister Besondere Aufgaben: Finanzsektor | Bekämpfung der Deflation 4. Vertreter des Premierminister |      | Katsunobu Katō     | Abg., Okayama 5          | LDP (–, Ex-Motegi)          |
| Kultus und Wissenschaft | |      | Toshiko Abe        | Abg., Vw. Chūgoku        | LDP (–, Ex-Asō)             |
| Soziales und Arbeit | |      | Takamaro Fukuoka   | Senat, Saga              | LDP (–, Ex-Motegi)          |
| Landwirtschaft, Forsten und Fischerei | |      | Yasuhiro Ozato     | Abg., Vw. Kyūshū → –     | LDP (–, ex-Tanigaki-Gruppe) |
| Wirtschaft und Industrie Besondere Aufgaben: die Organisation für Entschädigung bei nuklearen Schäden und Reaktorstilllegung                                                                  | Wirtschaftliche Schäden durch Atomkraft Förderung der GX (grünen Transformation) Wettbewerbsfähigkeit der Industrie |      | Yōji Mutō          | Abg., Gifu 3             | LDP (Asō)                   |
| Land & Verkehr | „Maßnahmen zum Wasserkreislauf“ (mizu-junkan seisaku) Internationale Gartenbauausstellung [Yokohama 2027] |      | Tetsuo Saitō       | Abg., Hiroshima 3        | Kōmeitō                     |
| Umwelt Besondere Aufgaben: „Atomkraftkatastrophenschutz“ (genshiryoku bōsai) | |      | Keiichirō Asao     | Sen., Kanagawa           | LDP (Asō)                   |
| Verteidigung | 2. Vertreter des Premierministers |      | Gen Nakatani       | Abg., Kōchi 1            | LDP (–, ex-Tanigaki-G)      |
| Leiter des Kabinettssekretariats | 1. Vertreter des Premierministers „Verringerung der Last der Stützpunkte in Okinawa“ „Entführungsproblem“ |      | Yoshimasa Hayashi  | Abg., Yamaguchi 3        | LDP (–, Ex-Kishida)         |
| Digitalisierung Besondere Aufgaben: „Regulierungsreform/Deregulierung“ | Verwaltungsreformen Reform des öffentlichen Dienstes Cybersicherheit |      | Masaaki Taira      | Abg., Tokio 4            | LDP (–, Ex-Ishiba)          |
| Wiederaufbau | „umfassende Erholung vom Atomkraftunfall von Fukushima“ |      | Tadahiko Itō       | Abg., Aichi 8            | LDP (–, Ex-Nikai)           |
| Vorsitzender der Nationalen Kommission für öffentliche Sicherheit Besondere Aufgaben: Katastrophenschutz Besondere Aufgaben: Maritime Angelegenheiten                                         | |      | Manabu Sakai       | Abg., Kanagawa 5         | LDP (–/Suga-G)              |
| Besondere Aufgaben: Kinderpolitik, Maßnahmen gegen sinkende Geburtenraten, Jugendförderung, Geschlechtergleichstellung, „Zusammenleben & Zusammenarbeit“ (kyōsei, kyōjo)                      | Frauenförderung, gesellschaftlicher Zusammenhalt |      | Junko Mihara       | Sen., Kanagawa           | LDP (–)                     |
| Besondere Aufgaben: Wirtschafts- und Finanzpolitik | Wirtschaftliche Wiederbelebung „neuer Kapitalismus“ Lohnsteigerung Startups ein „Sozialsystem für alle Generationen“ Krisenmanagement bei Infektionskrankheiten Vorbereitung der Einrichtung der Katastrophenschutzbehörde |      | Ryōsei Akazawa     | Abg., Tottori 2          | LDP (–, Ex-Ishiba)          |
| Besondere Aufgaben: „Cool Japan“-Strategie, wirtschaftliche Sicherheit, Strategie des geistigen Eigentums, Wissenschafts- und Technologiepolitik, Weltraumpolitik, wirtschaftliche Sicherheit | wirtschaftliche Sicherheit |      | Minoru Kiuchi      | Abg., Shizuoka 7         | LDP (–, Ex-Moriyama)        |
| Besondere Aufgaben: Okinawa und die Angelegenheiten der nördlichen Territorien, Verbraucher & Lebensmittelsicherheit, regionale Revitalisierung, Ainu-bezogene Politik                        | „Förderung neuer lokaler Wirtschaft und Lebensumgebung“ Weltausstellung 2025 |      | Yoshitaka Itō      | Abg., Hokkaidō 7         | LDP (–, Ex-Asō)             |

## Staatssekretäre etc.
| Position | Bild | Name                | Parlamentsmandat (Kammer, Wahlkreis) | Partei (Faktion)     |
| --- | ---- | ------------------- | ------------------------------------ | -------------------- |
| Stellvertretende Leiter des Kabinettssekretariats                                                                       |      | Keiichirō Tachibana | Abg., Toyama 3                       | LDP (–)              |
| Stellvertretende Leiter des Kabinettssekretariats                                                                       |      | Kazuhiko Aoki       | Sen., Tottori-Shimane                | LDP (–)              |
| Stellvertretende Leiter des Kabinettssekretariats                                                                       |      | Fumitoshi Satō      | –                                    | –                    |
| Leiter des Legislativbüros                                                                                              |      | Nubuyuki Iwao       | –                                    | –                    |
| Berater des Premierministers (naikaku-sōridaijin hosakan) (nationale Sicherheit, nukleare Abrüstung & Nichtverbreitung) |      | Akihisa Nagashima   | Abg., Vw. Tokio                      | LDP (–, Ex-Nikai)    |
| Berater des Premierministers (Resilienz, Gemeinschaftskaptial im Wiederaufbau, Innovation in Wiss. & Tech.)             |      | Masafumi Mori       | –                                    | –                    |
| Beraterin des Premierministers (Löhne, Beschäftigung)                                                                   |      | Wakako Yata         | – (Ex-DVP-Senatorin)                 | – (Ex-DVP-Senatorin) |

| Behörde/n                                  | Bild            | Name               | Parlamentsmandat (Kammer, Wahlkreis) | Partei (Faktion)     |
| ------------------------------------------ | --------------- | ------------------ | ------------------------------------ | -------------------- |
| Kabinettsamt, Digitalisierung              |                 | Akimasa Ishikawa   | Abg., Vw. Nord-Kantō → –             | LDP (–)              |
| Wiederaufbau                               |                 | Hirohisa Takagi    | Abg., Hokkaidō 3 → –                 | LDP (–, Ex-Nikai)    |
| Wiederaufbau                               |                 | Keiichi Koshimizu  | Abg., Vw. Nord-Kantō                 | Kōmeitō              |
| Kabinettsamt, Wiederaufbau, Land & Verkehr |                 | Shigeru Dōko       | Sen., Toyama                         | LDP (–, Ex-Motegi)   |
| Kabinettsamt                               |                 | Tatsunori Ibayashi | Abg., Shizuoka 2                     | LDP (Asō)            |
| Kabinettsamt                               |                 | Shōzō Kudō         | Abg., Aichi 4                        | LDP (Asō)            |
| Kabinettsamt                               |                 | Atsushi Koga       | Abg., Fukuoka 3                      | LDP (–, Ex-Kishida)  |
| Kabinettsamt, Wirtschaft & Industrie       |                 |                    |                                      |                      |
|                                            | Kazuchika Iwata | Abg., Vw. Kyūshū   | LDP (–, Ex-Kishida)                  |                      |
|                                            | Ryōsuke Kōzuki  | Sen., Ibaraki      | LDP (–, Ex-Motegi)                   |                      |
| Kabinettsamt, Umwelt                       |                 | Motome Takisawa    | Sen., Aomori                         | LDP (Asō)            |
| Kabinettsamt, Verteidigung                 |                 | Makoto Oniki       | Abg., Fukuoka 2                      | LDP (–, Ex-Moriyama) |
| Allgemeine Angelegenheiten                 |                 | Kōichi Watanabe    | Abg., Vw. Hokkaidō → –               | LDP (–, Ex-Kishida)  |
| Allgemeine Angelegenheiten                 |                 | Seishi Baba        | Sen., Kumamoto                       | LDP (–, Ex-Kishida)  |
| Justiz                                     |                 | Hiroaki Kadoyama   | Abg., Vw. Süd-Kantō → –              | LDP (–, Ex-Ishiba)   |
| Auswärtige Angelegenheiten                 |                 | Kiyoto Tsuji       | Abg., Tokio 2                        | LDP (–, Ex-Kishida)  |
| Auswärtige Angelegenheiten                 |                 | Yoshifumi Tsuge    | Sen., Vw.                            | LDP (–)              |
| Finanzen                                   |                 | Shin’ichi Yokoyama | Sen., Vw.                            | Kōmeitō              |
| Finanzen                                   |                 | Hiroaki Saitō      | Abg., Niigata                        | LDP (Asō)            |
| Kultus & Wissenschaft                      |                 | Arata Takebe       | Abg., Hokkaidō 12                    | LDP (–, Ex-Nikai)    |
| Kultus & Wissenschaft                      |                 | Sōichirō Imaeda    | Abg., Aichi 14                       | LDP (Asō)            |
| Soziales & Arbeit                          |                 | Masahisa Miyazaki  | Abg., Vw. Kyūshū                     | LDP (Asō)            |
| Soziales & Arbeit                          |                 | Yōko Wanibuchi     | Abg., Vw. Kinki                      | Kōmeitō              |
| Land-, Forst- & Fischereiwirtschaft        |                 | Norikazu Suzuki    | Abg., Yamagata 2                     | LDP (– Ex-Motegi)    |
| Land-, Forst- & Fischereiwirtschaft        |                 | Nobuhide Takemura  | Abg., Shiga 3                        | LDP (–/Suga-G)       |
| Land & Verkehr                             |                 | Kōnosuke Kokuba    | Abg., Vw. Kyūshū                     | LDP (–, Ex-Kishida)  |
| Umwelt                                     |                 | Tetsuya Yagi       | Abg., Aichi 11 → –                   | LDP (–, Ex-Ishiba)   |

| Behörde/n                                          | Bild | Name                 | Parlamentsmandat (Kammer, Wahlkreis) | Partei (Faktion)       |
| -------------------------------------------------- | ---- | -------------------- | ------------------------------------ | ---------------------- |
| Digitalisierung, Kabinettsamt                      |      | Shin Tsuchida        | Abg., Tokio 13                       | LDP (Asō)              |
| Kabinettsamt                                       |      | Jun’ichi Kanda       | Abg., Aomori 2                       | LDP (–, Ex-Kishida)    |
| Kabinettsamt                                       |      | Yūichirō Koga        | Sen., Nagasaki                       | LDP (–, Ex-Kishida)    |
| Kabinettsamt, Wiederaufbau                         |      | Shōjirō Hiranuma     | Abg., Okayama 3                      | LDP (–, Ex-Nikai)      |
| Allgemeine Angelegenheiten                         |      | Shōji Nishida        | Abg., Ishikawa 3                     | LDP (–, Ex-Kishida)    |
| Allgemeine Angelegenheiten                         |      | Junji Hasegawa       | Abg., Ehime 4                        | LDP (–)                |
| Allgemeine Angelegenheiten                         |      | Toshimitsu Funahashi | Sen., Hokkaidō                       | LDP (Asō)              |
| Justiz                                             |      | Hideyuki Nakano      | Abg., Saitama 7                      | LDP (–, Ex-Nikai)      |
| Auswärtige Angelegenheiten                         |      | Masahiro Kōmura      | Abg., Yamaguchi 1                    | LDP (Asō)              |
| Auswärtige Angelegenheiten                         |      | Yōichi Fukazawa      | Abg., Shizuoka 4                     | LDP (–, Ex-Tanigaki-G) |
| Auswärtige Angelegenheiten                         |      | Yasushi Hosaka       | Abg., Saitama 4                      | LDP (–/Suga-G)         |
| Finanzen                                           |      | Takakazu Seto        | Abg., Vw. Shikoku                    | LDP (Asō)              |
| Finanzen                                           |      | Kanehiko Shindō      | Sen., Vw.                            | LDP (–, Ex-Nikai)      |
| Kultus & Wissenschaft                              |      | Yasukuni Kinjō       | Abg., Vw. Kyūshū                     | Kōmeitō                |
| Kultus & Wissenschaft, Wiederaufbau                |      | Akiko Honda          | Sen., Vw.                            | LDP (–)                |
| Soziales & Arbeit                                  |      | Akihisa Shiozaki     | Abg., Ehime 1                        | LDP (–, Ex-Abe)        |
| Soziales & Arbeit                                  |      | Yasushi Miura        | Abg., Vw. Shikoku                    | LDP (–, Ex-Motegi)     |
| Land-, Forst- & Fischereiwirtschaft                |      | Ken’ichi Shōji       | Abg., Vw. Tōhoku                     | Kōmeitō                |
| Land-, Forst- & Fischereiwirtschaft                |      | Shōji Maitachi       | Sen., Tottori-Shimane                | LDP (–, Ex-Ishiba)     |
| Wirtschaft & Industrie, Kabinettsamt               |      | Taku Ishii           | Abg., Vw. Tōkai → –                  | LDP (–, Ex-Abe)        |
| Wirtschaft & Industrie, Kabinettsamt, Wiederaufbau |      | Shinji Takeuchi      | Sen., Vw.                            | Kōmeitō                |
| Land & Verkehr                                     |      | Rintarō Ishibashi    | Abg., Vw. Chūgoku                    | LDP (–, Ex-Kishida)    |
| Land & Verkehr                                     |      | Takashi Koyari       | Sen., Shiga                          | LDP (–, Ex-Kishida)    |
| Land & Verkehr, Kabinettsamt, Wiederaufbau         |      | Masanao Ozaki        | Abg., Kōchi 2                        | LDP (–, Ex-Nikai)      |
| Umwelt                                             |      | Kentarō Asahi        | Sen., Tokio                          | LDP (–)                |
| Umwelt, Kabinettsamt                               |      | Isato Kunisada       | Abg., Vw. Hokuriku-Shin’etsu         | LDP (–, Ex-Nikai)      |
| Verteidigung                                       |      | Hisashi Matsumoto    | Abg., Chiba 13                       | LDP (–, Ex-Abe)        |
| Verteidigung, Kabinettsamt                         |      | Shingo Miyake        | Sen., Kagawa                         | LDP (–)                |